# Variabele heidebladroller
De variabele heidebladroller (Acleris hyemana) is een nachtvlinder uit de familie bladrollers, de Tortricidae.
De spanwijdte van de vlinder bedraagt tussen de 14 en 20 millimeter.

## Waardplanten
De variabele heidebladroller gebruikt allerlei planten uit de heidefamilie als waardplanten, met name dophei, struikhei en bosbes. De rupsen maken een samenspinsel boven in de plant, waarin ze leven en die ze deels verlaten in de nacht. De rupsen zijn te vinden van mei tot begin juli.

## Voorkomen in Nederland en België
De variabele heidebladroller is in Nederland en in België een zeer zeldzame en lokale soort. De soort kent één generatie die vliegt van augustus tot mei. De soort overwintert als imago.